# Distretto di Samrong Thap
Il distretto di Samrong Thap (in thailandese: สำโรงทาบ) è un distretto (amphoe) della Thailandia, situato nella provincia di Surin.